# MOXY
『MOXY』（モキシー）は、2013年4月1日から2018年3月29日まで放送されていたエフエム北海道（AIR-G'）のラジオ番組。

## 出演
- 森基誉則

## 放送時間
- 毎週月曜 - 木曜 16:00 - 18:55